# Assassinats del llac Bodom
Els assassinats del llac Bodom són un dels casos d'homicidi no resolts més infames de la història criminal finlandesa. El 5 de juny de 1960, al llac Bodom, les noies de 15 anys Maila Björklund i Anja Mäki, i l'home de 18 anys Seppo Boisman van ser assassinats per apunyalament i un traumatisme contundent al cap mentre dormien dins d'una tenda de campanya. El quart jove, Nils Gustafsson, llavors de 18 anys, va ser trobat fora de la tenda amb ossos facials trencats i ferides per arma blanca. Malgrat les àmplies investigacions, l'autor mai va ser identificat i al llarg dels anys s'han presentat diverses teories sobre la identitat de l'assassí. Gustafsson va ser arrestat inesperadament sota sospita d'haver comès els assassinats el 2004, però va ser declarat innocent l'any següent.

## Els assassinats
El dissabte 4 de juny de 1960, quatre adolescents finlandesos havien decidit acampar a la vora del llac Bodom (finès: Bodominjärvi, suec: Bodom träsk), prop de la ciutat de la mansió Oittaa d'⁣Espoo. Maila Irmeli Björklund i Anja Tuulikki Mäki tenien quinze anys aleshores; els acompanyaven els seus xicots de divuit anys, Seppo Antero Boisman i Nils Wilhelm Gustafsson.
En algun moment entre les 4:00 i les 6:00 (EET) durant les primeres hores del matí del diumenge 5 de juny de 1960, Mäki, Björklund i Boisman van ser apunyalats fins a la mort per un agressor desconegut. Gustafsson, l'únic supervivent de la massacre, tenia uns ossos facials fracturats que semblaven confirmar la seva història de ser una víctima. Després va declarar que havia vist una visió d'un atacant vestit de negre amb ulls vermells brillants que venia a buscar-los.
Al voltant de les 6:00 del matí, un grup de nois observant ocells a una certa distància havia vist com s'ensorrava la tenda i un home ros allunyant-se del lloc. Els cossos de les víctimes van ser descoberts cap a les 11:00 hores per un fuster anomenat Esko Oiva Johansson. Va avisar la policia, que va arribar al migdia al lloc dels fets.

## Investigació inicial

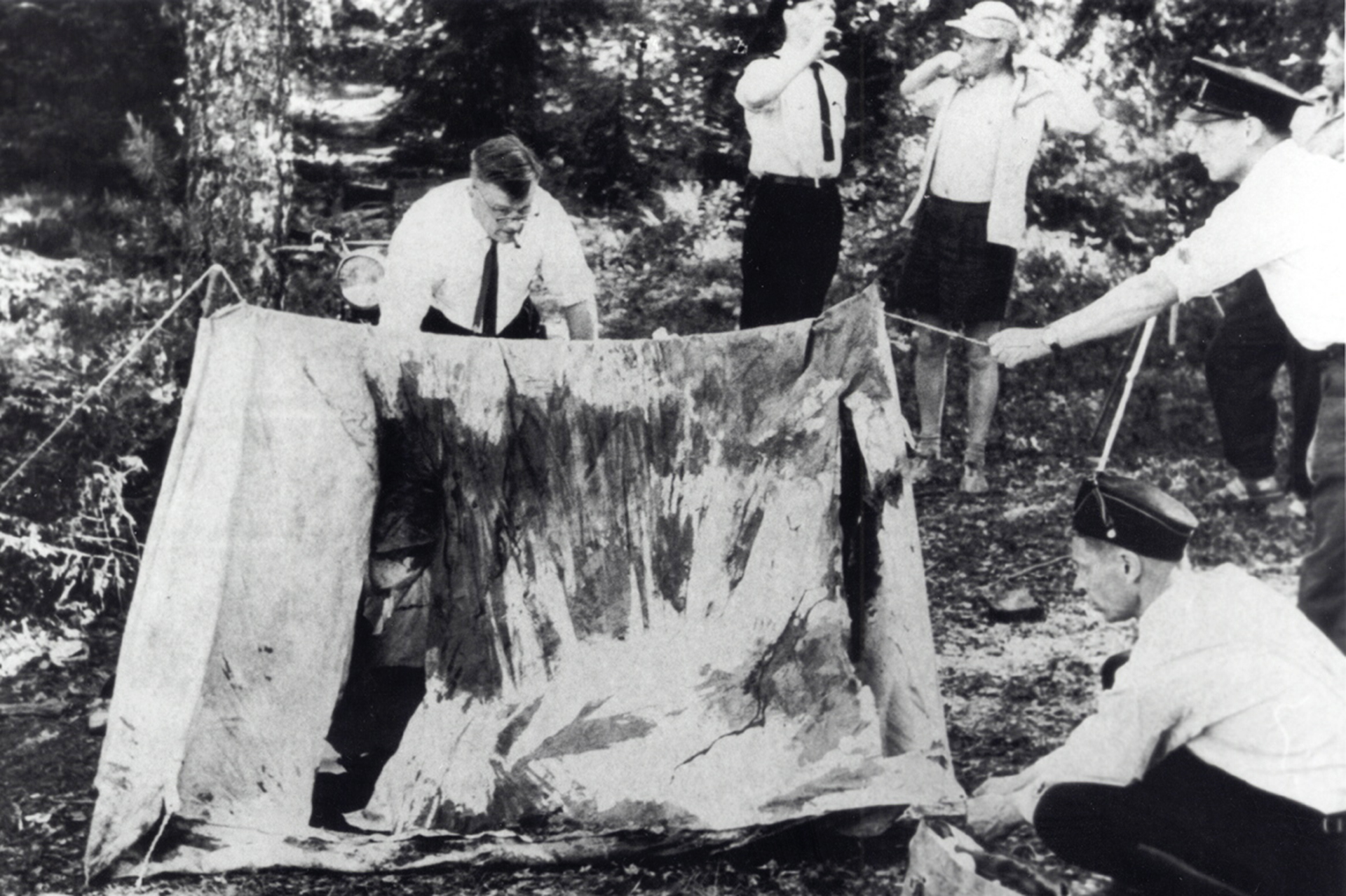
La tenda s'investigà immediatament després dels assassinats

L'assassí no va ferir les víctimes des de l'interior de la tenda, sinó que havia atacat els ocupants des de l'exterior amb un ganivet i un instrument contundent no identificat (possiblement una pedra) a través dels laterals de la tenda. Les armes homicides no s'han localitzat mai. L'assassí s'endugué diversos objectes que els detectius van trobar desconcertants, incloses les claus de les motocicletes de les víctimes, que havien quedat enrere. Les sabates de Gustafsson estaven parcialment amagades a uns 500 metres del lloc de l'assassinat. La policia no va acordonar el lloc ni va registrar els detalls de l'escena (més tard es va veure com un error important) i gairebé immediatament va permetre que una multitud d'agents de policia i altres persones trepitgessin i remoguessin les proves. L'error es va agreujar encara més amb la trucada de soldats per ajudar a la recerca dels elements desapareguts al voltant del llac, molts dels quals no es van trobar mai.
Björklund, la xicota de Gustafsson, va ser trobada despullada de cintura per avall i estirada a sobre de la tenda, i fou la que patí més ferides de totes les víctimes. Va ser apunyalada diverses vegades després de la seva mort, mentre que els altres dos adolescents van ser assassinats amb menys brutalitat. Gustafsson va ser trobat estirat a la part superior de la tenda.

## Sospitosos
Hi ha hagut nombrosos sospitosos al llarg de la investigació dels assassinats del llac Bodom, però els següents són els més notables:

### Valdemar Gyllström
Molta gent local sospitava de Karl Valdemar Gyllström, un quiosquer d'⁣Oittaa conegut per ser hostil als campistes. La policia no va trobar proves concretes que el vinculés amb els assassinats reals. A més, foren escèptics de les suposades confessions que es deia que havia fet perquè el consideraven pertorbat. I ell mateix es va ofegar al llac Bodom el 1969, probablement per suïcidi. La gent de la ciutat sabia que Gyllström era violent, va tallar tendes de campanya, va llançar pedres a la gent que venia al seu carrer, i més tard alguns han dit que va ser Gyllström el que van veure tornar de l'escena de l'assassinat, però que tenien massa por de trucar a la policia. La policia mai va recuperar l'ADN de Gyllström. Un llibre publicat el 2006 presenta la teoria en detall. El llibre també afirma que la policia gairebé immediatament va ignorar moltes més proves que abans eren desconegudes pel públic a causa de les barreres lingüístiques, entre altres coses.

### Hans Assmann
La majoria de la sospita pública es va centrar en Hans Assmann, que vivia a diversos quilòmetres de la riba del llac Bodom. Una sèrie de llibres populars van promulgar una teoria sobre que Assmann va cometre els assassinats de Bodom i altres assassinats. La policia no es va prendre seriosament aquesta acusació, ja que Assmann tenia una coartada per a la nit dels assassinats de Bodom (i es deia que havia estat a Alemanya durant el temps d'un altre assassinat). El matí del 6 de juny de 1960, però, s'havia presentat a un hospital d'⁣Hèlsinki amb la roba ensangonada.

## La detenció i el judici de Nils Gustafsson
A finals de març de 2004, gairebé 44 anys després de l'esdeveniment, Gustafsson (que no era un sospitós en el cas pel que sabia el públic) va ser arrestat. A principis de 2005, l'⁣Oficina Nacional d'Investigació de Finlàndia va declarar que el cas estava resolt a partir d'una nova anàlisi forense. D'acord amb la interpretació de la fiscalia de les taques de sang, Gustafsson havia estat borratxo i exclòs de la tenda quan va atacar l'altre noi, i es va trencar la mandíbula en una baralla que va augmentar fins que va cometre tres assassinats.
El judici va començar el 4 d'agost de 2005. L'advocat defensor de Gustafsson va argumentar que els assassinats van ser obra d'un o més forasters i que Gustafsson no hauria estat incapaç de matar tres persones donada l'abast de les seves ferides. Sempre s'havia sabut que les sabates que portava l'assassí i que ell amagava a 500 metres de la tenda pertanyien a Gustafsson, que va ser trobat descalç a sobre de la tenda. L'anàlisi d'⁣ADN modern va ser important per a l'acusació, ja que va demostrar que la sang de les tres víctimes assassinades estava a les sabates de Gustafsson, però la de Gustafsson estava completament absent.
La fiscalia va dir que es va derivar de la manca de sang de Gustafsson a les sabates, que les seves ferides s'havien produït en un moment diferent de l'atac a les víctimes assassinades, i que l'única explicació d'això era que Gustafsson havia comès els assassinats i després va fingir robatori d'objectes amagant-los, es va ferir encara més i en acabat va tornar a la tenda on (ara descalç) va fer veure que estava inconscient. La fiscalia va intentar reforçar el seu cas al·legant una identificació per part de dos observadors d'ocells de Gustafsson com l'home alt i ros a l'escena del crim, una afirmació que l'havien escoltat fent un comentari incriminatori, i també que una dècada després de l'esdeveniment hi havia va presumir davant una dona de la seva culpa.
El 7 d'octubre de 2005, Gustafsson va ser absolt de tots els càrrecs. El tribunal va explicar el veredicte perquè les proves de l'acusació no eren concloents, no es va demostrar que Gustafsson tenia un motiu adequat per a un delicte d'una gravetat tan extrema i la certesa dels fets ara era impossible donat el temps transcorregut. L'Estat de Finlàndia li va pagar 44.900 euros pel patiment mental causat pel llarg temps de presó, però se li va negar el permís per demandar els diaris finlandesos per difamació.

## En la cultura popular

### Podcasts
- El cas va ser cobert pel podcast Casefile True Crime el 30 d'octubre de 2021[9]
- El cas va ser cobert per Morbid: A True Crime Podcast el 28 d'agost de 2018.[10]

## Altres aparicions
- Lake Bodom (pel·lícula) - una pel·lícula de terror finlandesa del 2016 basada en el cas d'assassinat
- Children of Bodom: una banda finlandesa de death metal melòdic